# Parnassia yanyuanensis
Parnassia yanyuanensis là một loài thực vật có hoa trong họ Dây gối. Loài này được T.C. Ku mô tả khoa học đầu tiên năm 1987.